# Пфлугмахер, Макс Александр
Макс Александр Пфлугмахер (нем. Max Alexander Pflugmacher; 1903, Инсбрук — 1974, Инсбрук) — австрийский дирижёр и композитор.
Дебютировал в кино в 1929 году музыкой к фильму Рихарда Айхберга «Городская бабочка» (принесшем европейскую популярность Анне Мэй Вонг), затем написал саундтрек к комедии Фреда Зауэра «Всё ради собаки» (1935) и нескольким документально-пропагандистским немецким фильмам. В 1930-е гг. приобрёл некоторую известность как автор оперетт: заметно пропагандистская «Принц Евгений, благородный рыцарь» (нем. Prinz Eugen, der edle Ritter) была поставлена в 1934 году в Дрездене (с Мартой Сальм и Вилли Шиллингсом), вторая, «Князь без страны» (нем. Fürst ohne Land), впервые была поставлена в 1936 г. в Фюрте, но определённый успех завоевала только в 1939 г. в Инсбруке с Вальтером Янкуном в главной роли. В 1937 году вместе с Марио Лерхом возглавлял труппу немецкой оперетты, гастролировавшую по Италии, однако эти гастроли были запрещены Театральной палатой Рейха.
Приобрёл заметное влияние в культурной жизни Тироля после Аншлюса вследствие близости к нацистскому гауляйтеру Тироля и Форарльберга Францу Хоферу. Получил должность окружного руководителя Музыкальной палаты Рейха, а в 1942 г., в связи с отъездом Фрица Вайдлиха в Лемберг, возглавил Тирольский симфонический оркестр, одновременно исполнял обязанности интенданта оперного театра.
После Второй мировой войны исчез с культурной сцены.